# Nouveau Larousse illustré - Dictionnaire universel encyclopédique
Le Nouveau Larousse illustré — Dictionnaire universel encyclopédique, plus communément appelé Nouveau Larousse illustré — Claude Augé, est un dictionnaire encyclopédique que l'on doit à Claude Augé et qui est édité en 7 volumes entre 1897 et 1904. Il comprend un 8e volume, un supplément publié en 1907.

## Historique
Ancien instituteur, Claude Augé, petit-neveu par alliance de Pierre Larousse (1817-1875), est entré dans la société Larousse en tant qu'aide-comptable en 1885. Il écrit dès lors de nombreux ouvrages scolaires, ainsi que des livres de musique, puis évolue dans la hiérarchie de la société, devenant finalement directeur de la rédaction.
Très attaché aux illustrations, il lance un dictionnaire universel encyclopédique qu'il intitule Nouveau Larousse illustré.

## Description

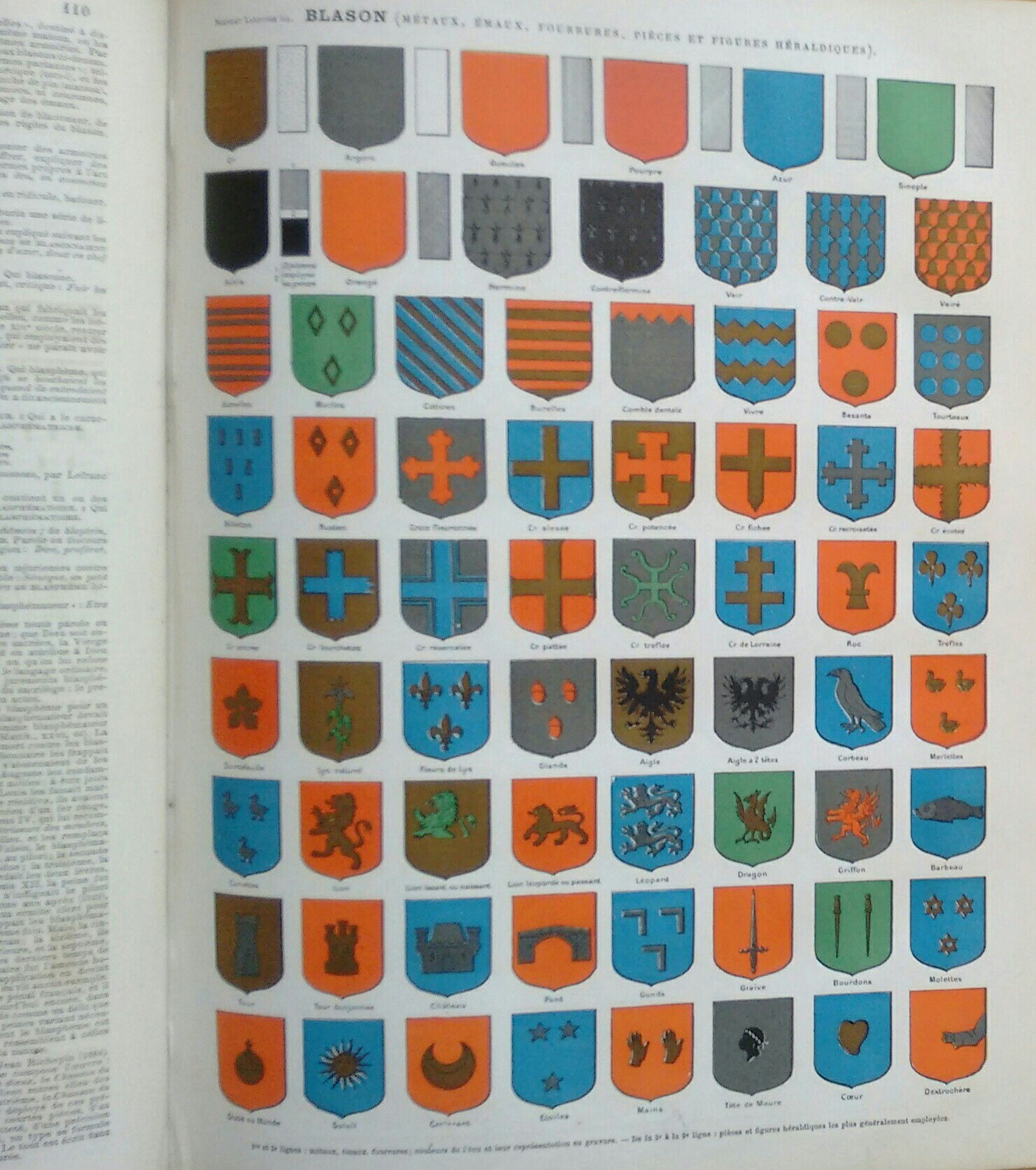
Planche des blasons.

Cet ouvrage est la première édition d'une encyclopédie Larousse contenant des illustrations en couleurs. Il compte 7 volumes, qui paraissent à partir de 1897. Notez que certains retirages comprenaient 8 volumes, le 7ème volume étant divisé en 2.
Il a mobilisé 345 collaborateurs — auteurs et illustrateurs — sous la direction de Claude Augé. Leurs noms sont mentionnés à la fin du 7e volume, mais les articles ne sont pas signés.
Successeur « allégé » et entièrement repensé du Grand Dictionnaire universel du XIXe siècle de Pierre Larousse, en 15 volumes et 2 suppléments, le Nouveau Larousse illustré vise à l'objectivité et à la précision scientifique, absente chez son prédécesseur : rigueur dans les définitions, choix d'exemples pertinents et surtout introduction d'une riche iconographie, de haute qualité pour l'époque.

« Quant à l'esprit dont s'inspire le Nouveau Larousse, c'est l'esprit purement scientifique : nous entendons par là que nous considérons cette encyclopédie non comme une machine de guerre, non comme une œuvre de polémique, mais comme un exposé de faits et d'idées. »

— Claude Augé, préface du Nouveau Larousse illustré
Ce dictionnaire, qui connaît un véritable succès éditorial, a ouvert la voie par sa conception encyclopédique aux dictionnaires contemporains.
Le Nouveau Larousse illustré compte 237 000 articles répartis sur 7 600 pages. Il est illustré de 49 000 gravures, 504 cartes et 89 planches en couleur.
Cet ouvrage est un succès commercial, avec plus de 250 000 exemplaires vendus en trente ans.

Planches
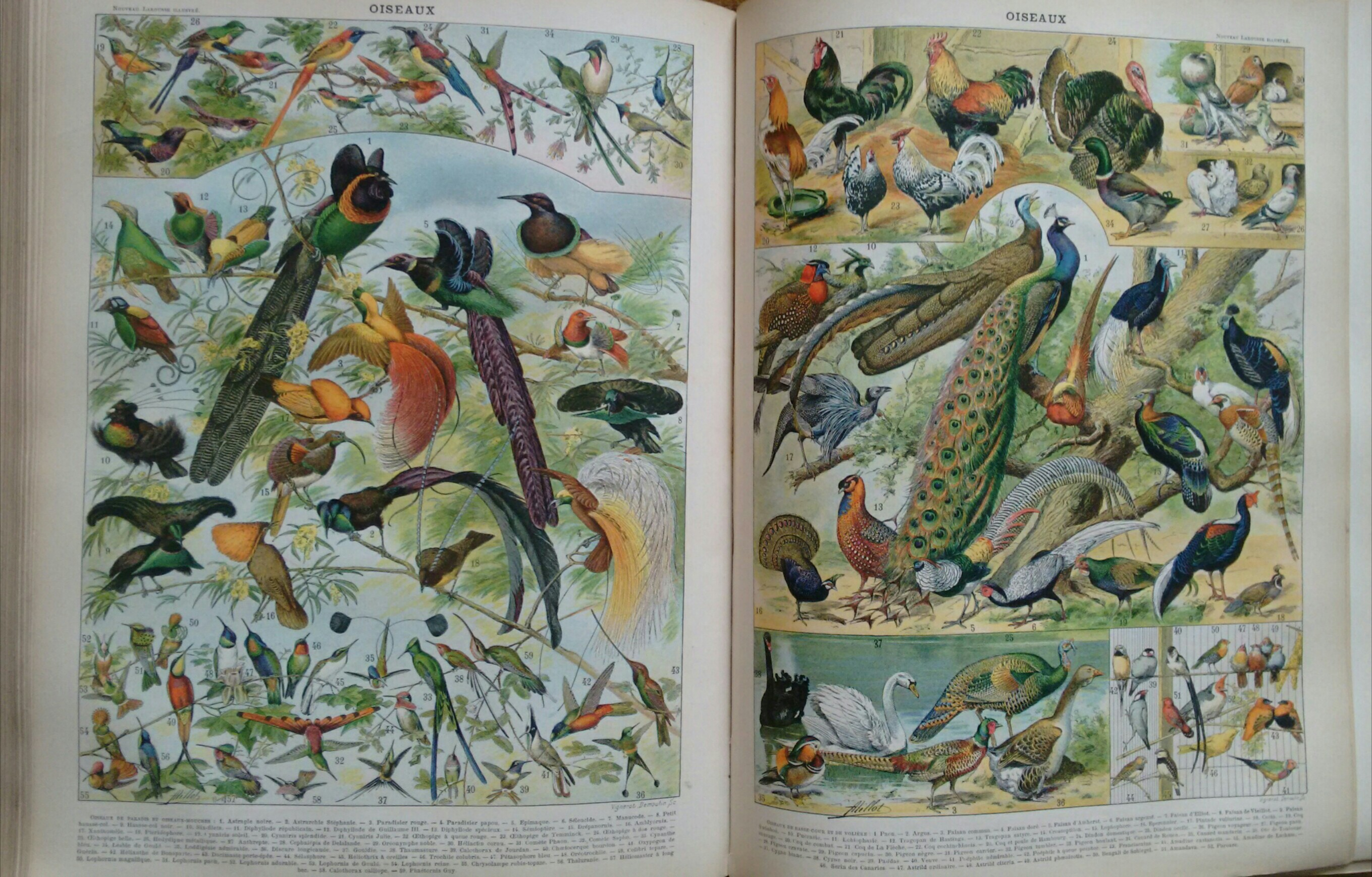
Oiseaux.
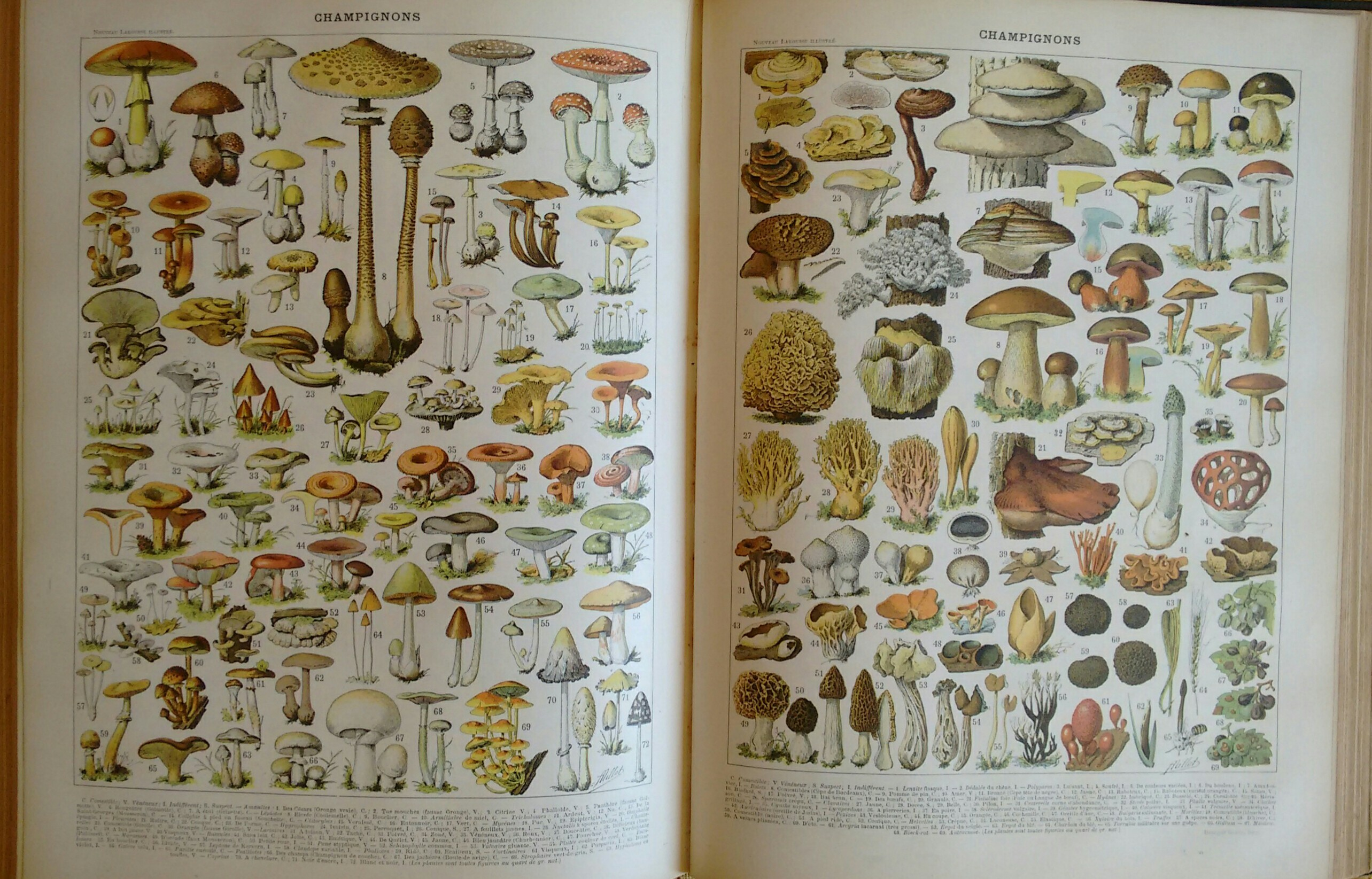
Champignons.